# Котов Юрій Борисович
Юрій Борисович Котов (19 липня 1935 — ?) — український радянський діяч, міністр сільського будівництва УРСР. Депутат Верховної Ради УРСР 9—10-го скликань. Член Ревізійної Комісії КПУ в 1976—1981 р.

## Біографія
Освіта вища. У 1961 році закінчив будівельний факультет Одеського інженерно-будівельного інституту.
У 1961—1965 роках — майстер, виконроб, старший виконроб, начальник дільниці Ангарського будівельно-монтажного управління Іркутської області РРФСР.
Член КПРС з 1964 року.
У 1965—1970 роках — старший виконроб, начальник будівельного управління «Промбуд», головний інженер тресту, керуючий тресту «Ждановметалургбуд» Донецької області.
У 1970—1975 роках — заступник міністра сільського будівництва Української РСР.
25 квітня 1975 — 12 травня 1982 року — міністр сільського будівництва Української РСР.
З 1982 року — на відповідальній роботі в міністерствах СРСР у Москві.
Потім — на пенсії в Москві.

## Нагороди
- ордени
- медалі